# Apogon cantoris
Apogon cantoris es una especie de pez de la familia de los apogónidos en el orden de los perciformes.

## Hábitat
Es una especie marina.

## Distribución geográfica
Se encuentran en el oeste del Pacífico central: Indonesia.